# Xangri-lá

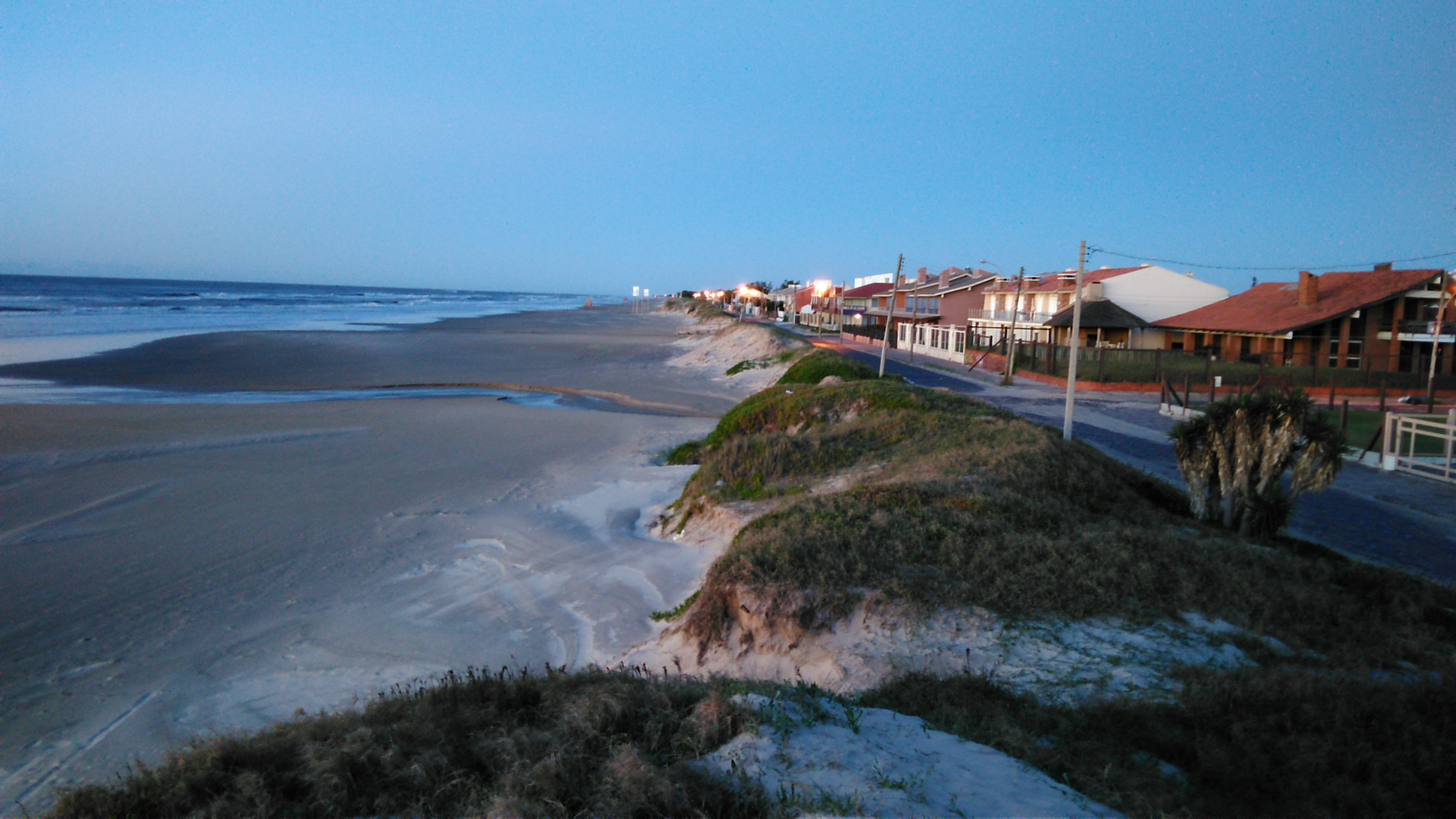
Playa Xangri-lá en 2017.

Xangri-Lá es un municipio brasileño del estado de Rio Grande do Sul.
Se encuentra ubicado a una latitud de 29º48'03" Sur y una longitud de 50º02'37" Oeste, estando a una altitud de 978 metros sobre el nivel del mar. Su población estimada para el año 2004 era de 9.693 habitantes.
Ocupa una superficie de 60.362 km².

### Páginas Web Oficiales
- Prefeitura Municipal de Xangri-Lá

- Datos: Q546227
- Multimedia: Xangri-lá / Q546227